# 3700-as busz
A 3700-as jelzésű autóbuszvonal Miskolc és Szirmabesenyő között húzódó regionális vonal, amelyet a Volánbusz Zrt. üzemeltet.

## Útvonala
A miskolci autóbusz-állomásról indul. A 26-os főúton halad Kazincbarcika felé a Szentpéteri kapun keresztül, miközben vele párhuzamosan a Miskolc–Bánréve–Ózd- és a Miskolc–Tornanádaska-vasútvonal közös vonalszakasza található, 10 percen belül elhagyja a megyeszékhelyet, azonban a vonal 5. kilométerében található szirmabesenyői elágazásban lekanyarodik a falu felé. Keresztezi a Szirmabesenyő megállóhelyet, majd a településen több irányba közlekedik. Járatainak egy része az egykori Sajóbesenyő településrészében végállomásoznak, egy része a község Kisboldogasszony-templomjánál, némelyek össze is kötik a kettő részt.

## Közlekedése
Indításszáma magas, a Miskolc agglomerációjában fekvő Szirmabesenyő jó összeköttetésben van a megyeszékhellyel. A településen a sajókeresztúri (3702), a sajósenyei (3705, 3714) autóbuszvonalak is áthaladnak, az alábbi a reggeli és délutáni időszakban többletjáratokat szolgáltat. Többekközött Sajóbábony (3757, 3797) és Boldva (3777) is elérhető innen közvetlenül, valamint Miskolcon belül az egykori Diósgyőri Gépgyár főkapujához is közlekedik járat (3701).
A Volánbusz 2024. augusztus 17-ei menetrend-módosítással megszűnt a S.E.G.A. cégnél levő megállóhely, ezáltal a 3700-as buszok sem térnek ki ezentúl. Ezzel együtt számos járat megszűnt főként hétköznap, helyette 3702-es és 3705-ös jelzéssel közlekednek további buszok.
| Viszonylat                                  | Indításszám     | Közlekedési rend          |
| ------------------------------------------- | --------------- | ------------------------- |
| Miskolc, aut. áll. – Szirmabesenyő, alsó    | 5 pár           | tanítási napokon          |
| Miskolc, aut. áll. – Szirmabesenyő, alsó    | 3 pár           | tanszünetben munkanapokon |
| Miskolc, aut. áll. – Szirmabesenyő, alsó    | 3 pár           | szabadnapokon             |
| Miskolc, aut. áll. – Szirmabesenyő, alsó    | 1 pár           | munkaszüneti napokon      |
| Miskolc, aut. áll. – Szirmabesenyő, templom | 9 oda, 8 vissza | tanítási napokon          |
| Miskolc, aut. áll. – Szirmabesenyő, templom | 5 oda, 3 vissza | tanszünetben munkanapokon |
| Miskolc, aut. áll. – Szirmabesenyő, templom | 5 oda, 4 vissza | szabadnapokon             |
| Miskolc, aut. áll. – Szirmabesenyő, templom | 4 pár           | munkaszüneti napokon      |

## Megállóhelyei
| 0 | Miskolc, autóbusz-állomás végállomás     | 0.0 km | 1, 1G, 3, 3A, 4, 7, 11, 12G, 20, 20A, 24, 28, 32, 34G, 35, 43, 44, 45, 101B, 900, 914, 935 1050, 1053, 1369, 1370, 1372, 1373, 1374, 1375, 1376, 1377, 1380, 1381, 1383, 1384, 1410, 1411 3701, 3702, 3703, 3704, 3705, 3706, 3707, 3708, 3709, 3710, 3711, 3712, 3714, 3715, 3716, 3717, 3718, 3719, 3720, 3721, 3722, 3723, 3724, 3726, 3727, 3728, 3729, 3730, 3731, 3733, 3734, 3735, 3736, 3737, 3738, 3739, 3740, 3741, 3742, 3743, 3744, 3745, 3746, 3747, 3748, 3749, 3750, 3751, 3752, 3753, 3754, 3755, 3757, 3760, 3761, 3764, 3765, 3766, 3767, 3770, 3772, 3773, 3774, 3775, 3776, 3777, 4019 |
| 1 | Miskolc, Leventevezér utca               | 1.2 km | 3, 12, 12G, 14, 14G, 20, 36, 54, 914 3701, 3702, 3703, 3704, 3705, 3707, 3714, 3754, 3757, 3760, 3761, 3763, 3764, 3765, 3770, 3772, 3773, 3774, 3775, 3776, 3777 |
| 2 | Miskolc, megyei kórház                   | 1.9 km | 3, 3A, 12, 12G, 14, 14G, 20, 24, 36, 54, 914 1369, 1384, 1410, 1411 3701, 3702, 3703, 3704, 3705, 3707, 3708, 3709, 3711, 3714, 3754, 3757, 3760, 3761, 3763, 3764, 3765, 3766, 3767, 3769, 3770, 3772, 3773, 3774, 3775, 3776, 3777 |
| 3 | Miskolc, repülőtér bejárati út           | 2.8 km | 3, 3A, 8, 12, 12G, 14, 14G, 20, 24, 36, 54, 240, 914 1369, 1384, 1410, 1411 3701, 3702, 3703, 3704, 3705, 3707, 3708, 3709, 3711, 3714, 3754, 3757, 3760, 3761, 3763, 3764, 3765, 3766, 3767, 3769, 3770, 3772, 3773, 3774, 3775, 3776, 3777 |
| 4 | Miskolc, Stromfeld laktanya              | 3.9 km | 1369, 1384, 1410, 1411 3701, 3702, 3703, 3704, 3705, 3707, 3708, 3709, 3711, 3714, 3754, 3757, 3760, 3761, 3763, 3764, 3765, 3766, 3767, 3769, 3770, 3772, 3773, 3774, 3775, 3776, 3777 |
| 5 | Szirmabesenyői elágazás                  | 5.0 km | 3701, 3702, 3703, 3704, 3705, 3707, 3708, 3709, 3711, 3714, 3754, 3757, 3760, 3761, 3763, 3764, 3765, 3770, 3772, 3773, 3774, 3775, 3776, 3777, 3797 |
| 6 | Szirmabesenyő vasúti megállóhely         | 5.7 km | 3701, 3702, 3705, 3714, 3757, 3777, 3797 személyvonat – Szirmabesenyő [94.] |
| 7 | Szirmabesenyő, egészségügyi központ      | 6.1 km | 3701, 3702, 3705, 3714, 3757, 3777, 3797 |
| Tanítási napokon 18; tanszünetben munkanapokon 8; szabadnapokon 12; munkaszüneti napokon 6 alkalommal érintett. |                                          |        | |
| ∫ | Szirmabesenyő, Széchenyi utca 7.         | ∫      | 3701, 3702, 3705 |
| ∫ | Szirmabesenyő, alsó vonalközi végállomás | ∫      | 3701, 3702, 3705 |
| ∫ | Szirmabesenyő, Széchenyi utca 7.         | ∫      | 3701, 3702, 3705 |
| 8 | Szirmabesenyő, ABC áruház                | 6.8 km | 3701, 3702, 3705, 3714, 3757, 3777, 3797 |
| 9 | Szirmabesenyő, templom végállomás        | 7.1 km | 3701, 3702, 3705, 3714, 3757, 3777, 3797 |